# 14950 Alexandradelbo
14950 Alexandradelbo este o planetă minoră (asteroid), cu un diametru de 6,179 km, din centura de asteroizi. A fost descoperită pe 18 ianuarie 1996 la Kushiro de Seiji Ueda⁠(d). 
Obiectul prezintă o orbită caracterizată de o semiaxă mare de 2,2586709 UAi, o excentricitate de 0,0977164, o înclinație de 6,37838 ° în raport cu ecliptica.